# Parnassius stubbendorfi
Parnassius stubbendorfi – gatunek motyla z rodziny paziowatych.
Występuje w górach Ałtaju, w środkowej, południowej i wschodniej Syberii, na Sachalinie, Wyspach Kurylskich, w Mongolii, Japonii i południowej Korei. Imagines pojawiają się od maja do czerwca (czerwiec i lipiec w populacjach górskich). Gąsienice znajdywane na kokoryczy. Wydaje się być dość częsty i niezagrożony.
Opisany w 1849 przez Édouarda Ménétriesa, nazwany na cześć M. Stubbendorfa.
Podgatunki:
- Parnassius stubbendorfi stubbendorfi Ménétriés, 1849
- Parnassius stubbendorfi typicus Bryk, 1914
- Parnassius stubbendorfi standfussi Bryk, 1912
- Parnassius stubbendorfi bodemeyeri Bryk, 1914
- Parnassius stubbendorfi koreana Verity, 1907
- Parnassius stubbendorfi doii Matsumura, 1928
- Parnassius stubbendorfi esakii Nakahara, 1926
- Parnassius stubbendorfi kosterini Kreuzberg & Pljushch, 1922